# Tyler James Williams
Tyler James Williams (Contea di Westchester, 9 ottobre 1992) è un attore statunitense.
Ha raggiunto il successo con i ruoli di Chris Rock nella serie televisiva  Tutti odiano Chris e Gregory Eddie in Abbott Elementary; grazie a quest'ultimo, nel 2023 ha vinto il Golden Globe per il miglior attore non protagonista in una serie.

## Biografia
Ha due fratelli: Tylen e Tyrel, entrambi attori.
Nel 2007, Williams ha vinto il NAACP Image Award for Outstanding Actor in a Comedy Series all'età di 14 anni, divenendo la persona più giovane al mondo ad aver ricevuto tale premio.
Williams ha inoltre recitato in Little Bill, sostituendo per breve tempo Devon Malik Beckford nel 2000 ed ha interpretato il ruolo di se stesso nello show statunitense per bambini Sesamo apriti dal 2002 al 2005.
Il giovane attore ha anche recitato in Rischio a due, film sul gioco d'azzardo, affiancato da star del calibro di Al Pacino e Matthew McConaughey, nel telefilm Law & Order - Unità vittime speciali e in teatro nello spettacolo Mi sono perso il Natale (Unaccompanied Minors), uscito negli Stati Uniti d'America nel dicembre 2006. Ha anche partecipato ad un episodio di True Jackson, VP insieme a Keke Palmer interpretando il ruolo di Justin che si scopre poi essere una pop star in incognito.
Consolida la sua carriera interpretando, dal 2021, Gregory Eddie nell'acclamata serie televisiva Abbott Elementary.
Ha rivelato di essere affetto dalla malattia di Crohn.

## Filmografia

### Attore

#### Cinema
- Rischio a due (Two for the Money), regia di D.J. Caruso (2005) – non accreditato
- Mi sono perso il Natale (Unaccompanied Minors), regia di Paul Feig (2006)
- Peeples, regia di Tina Gordon Chism (2013)
- Dear White People, regia di Justin Simien (2014)
- Detroit, regia di Kathryn Bigelow (2017)
- The Wedding Year, regia di Robert Luketic (2019)
- Gli Stati Uniti contro Billie Holiday (The United States vs. Billie Holiday), regia di Lee Daniels (2021)

#### Televisione
- Tutti odiano Chris (Everybody Hates Chris) – serie TV, 88 episodi (2005-2009)
- Law & Order - Unità vittime speciali (Law & Order: Special Victims Unit) – serie TV, episodio 6x22 (2005)
- The Cleaner – serie TV, episodio 2x02 (2009)
- True Jackson, VP – serie TV, episodio 2x02 (2009)
- Our Show, regia di Larry Charles – film TV (2010)
- Dr. House - Medical Division (House M.D.) – serie TV, episodio 7x10 (2011)
- Let It Shine, regia di Paul Hoen – film TV (2012)
- Lab Rats – serie TV, episodio 1x11 (2012)
- Go On – serie TV, 18 episodi (2012-2013)
- Key & Peele – serie TV, episodio 4x04 (2014)
- The Walking Dead – serie TV, 10 episodi (2014-2015)
- Criminal Minds – serie TV, episodio 10x19 (2015)
- Ballers – serie TV, episodi 1x02-1x04 (2015)
- Instant Mom – serie TV, episodio 3x12 (2015)
- Criminal Minds: Beyond Borders – serie TV, 26 episodi (2016-2017)
- Dear White People – serie TV, episodi 2x04-2x05 (2018)
- Whiskey Cavalier – serie TV (2018)
- Abbott Elementary – serie TV (2021-in corso)

### Doppiatore
- Little Bill – serie animata, 6 episodi (2000-2002)
- Ant Bully - Una vita da formica (The Ant Bully), regia di John A. Davis (2006)
- Batman: The Brave and the Bold – serie animata, episodi 2x08-2x13-2x23 (2010)

## Riconoscimenti
- Golden Globe
  - 2023 – Miglior attore non protagonista in una serie per Abbott Elementary
- Critic's Choice Television Awards
  - 2023 – Candidatura al miglior attore non protagonista in una serie commedia per Abbott Elementary
- Premio Emmy
  - 2022 – Candidatura al miglior attore non protagonista in una serie commedia per Abbott Elementary
  - 2023 – Candidatura al miglior attore non protagonista in una serie commedia per Abbott Elementary
- NAACP Image Awards
  - 2023 – Miglior attore non protagonista in una serie commedia per Abbott Elementary
  - 2024 – Candidatura al miglior attore non protagonista in una serie commedia per Abbott Elementary
- Screen Actors Guild Awards
  - 2023 – Miglior cast in una serie commedia per Abbott Elementary
  - 2024 – Candidatura al miglior cast in una serie commedia per Abbott Elementary

## Doppiatori italiani
Nelle versioni in italiano delle opere in cui ha recitato, Tyler James Williams è stato doppiato da:
- Flavio Aquilone in Tutti odiano Chris, Mi sono perso il Natale, The Walking Dead, Gli Stati Uniti contro Billie Holiday
- Simone Crisari in Criminal Minds, Criminal Minds: Beyond Borders
- Stefano Sperduti in Detroit, La Pazza Storia del Mondo: Parte II
- Alessio De Filippis in Dr. House - Medical Division
- Alex Polidori in Let It Shine
- Paolo Vivio in Whiskey Cavalier
- Fabrizio Vidale in Abbott Elementary